# Чорногубцево
Чорногубцево (рос. Черногубцево) — присілок Гагарінського району Смоленської області Росії. Входить до складу Ашковського сільського поселення.
Населення — 289 осіб (2007 рік). 